# Paisaje protegido Laguna de Castillos
El paisaje protegido Laguna de Castillos es un paisaje protegido de Uruguay, que desde 2020 integra el Sistema Nacional de Áreas Protegidas (SNAP). Ubicado junto al Arroyo Valizas en la Laguna de Castillos, departamento de Rocha, Uruguay. Esta área protegida abarca toda la laguna de Castillos que tiene aproximadamente 8000 hectáreas de superficie.

## Características
El monte de ombúes alberga la agrupación de ombúes más grande del Uruguay, y se extiende por una distancia de 20 km, en el este del departamento de Rocha, a orillas de la laguna de Castillos. Las especies que se erigen en el lugar fueron traídas desde Paraguay y Misiones.
Los ombúes constituyen un ecosistema junto con talas,  espinillos, ceibos y arrayanes, y entre plantas como la envira, utilizada por los indios para hacer ligaduras cuando eran mordidos por serpientes venenosas.
Es posible acceder al monte desde el arroyo Valizas, donde se ofrece un servicio de embarcaciones que trasladan a los visitantes al lugar.  Una vez llegados al lugar, es posible visitar el parque público y conocer a  quien fuera el primer guardaparque de todo Uruguay, Juan Carlos Gambarotta.
El lugar aún no forma parte de Sistema Nacional de Áreas Protegidas. El Decreto 266 del año 1966 es el que declara este lugar como Refugio de Fauna así como también declara Monumento Nacional a las Dunas de Cabo Polonio, Cabo Polonio, Rocha, Uruguay.
El refugio posee un bosque de coronillas y ombúes que forman un anillo bordeando la laguna. Se encuentran especies como el Sapito de Darwin, y los peces anuales Austrolebias viarius. También Austrolebias cheradophilus y Austrolebias luteoflammulatus.
En algunas oportunidades se ha encontrado el apereá de dorso oscuro (Cavia magna), una especie endémica de unas pocas localidades del sur de Brasil y Uruguay.
La tortuga acanalada (Acanthochelys spixii) es común en cañadas y aguadas hechas para el ganado.
Han sido avistadas 250 especies de aves, varias de las cuales están amenazadas a nivel mundial, como el dragón y la viudita blanca.
Durante el verano se pueden encontrar gran variedad de cisne de cuello negro, en tanto que el coscoroba, con aproximadamente 500 individuos, se encuentra todo el año. También se pueden encontrar diferentes tipos de pato como es el caso del pato cuchara y el pato gargantilla. El flamenco austral (Phoenicopterus chilensis) se ha hecho más común en los últimos años.
El sitio está administrado por el Ministerio de Ganadería Agricultura y Pesca, específicamente por la  Dirección General de Recursos Naturales Renovables de Uruguay.

## Imágenes de algunas especies del refugio

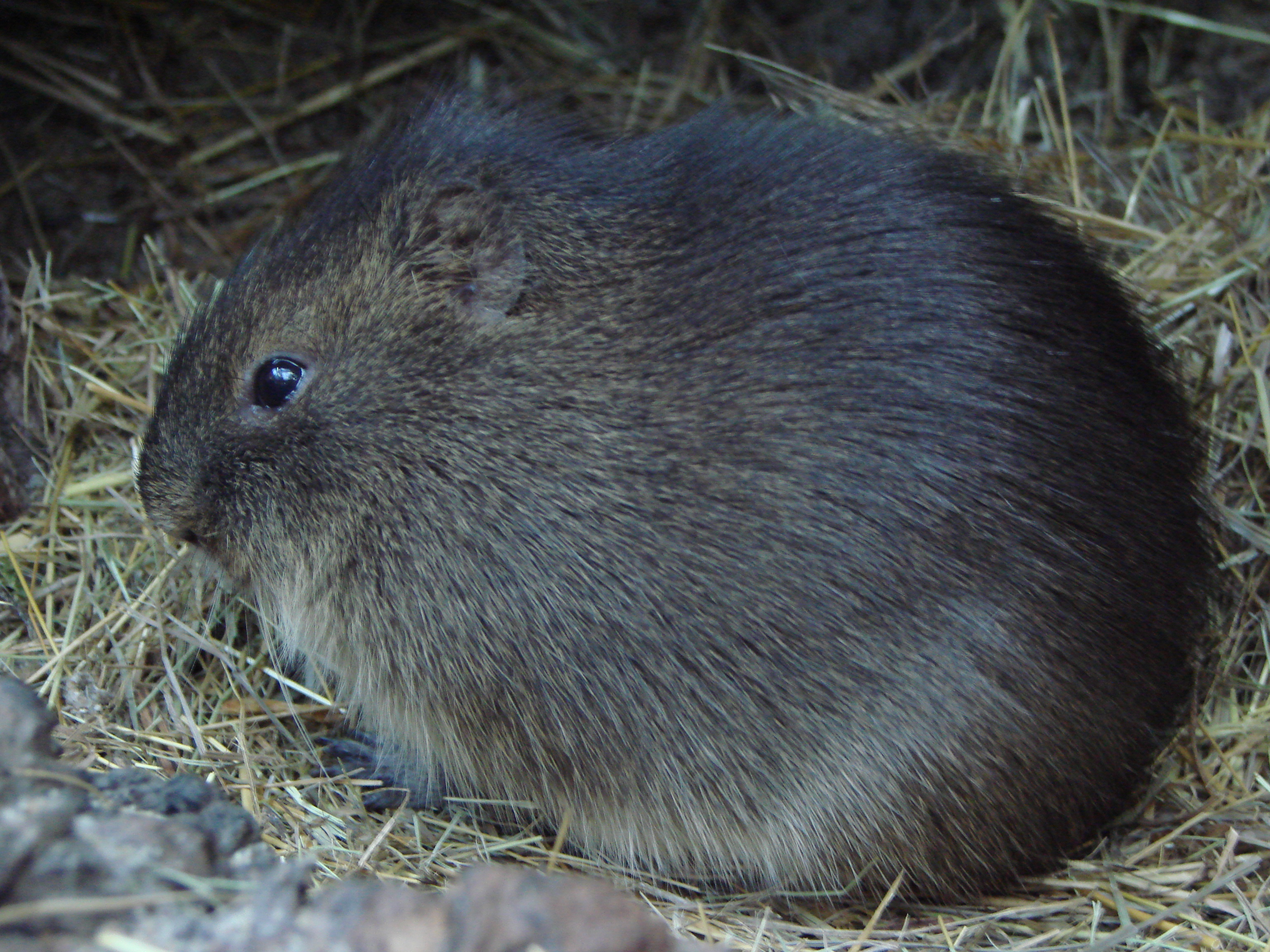
Apereá de dorso oscuro
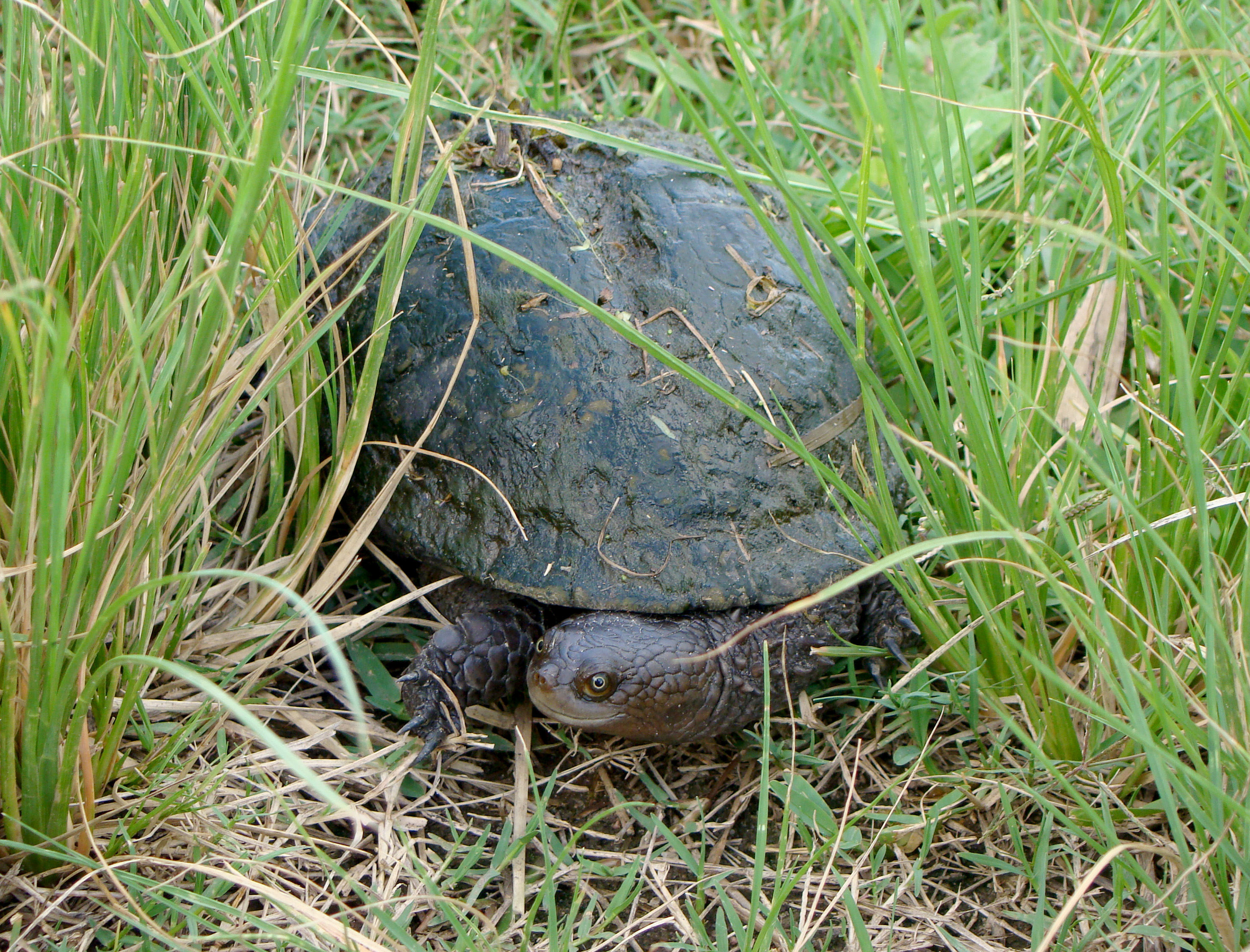
Tortuga canaleta
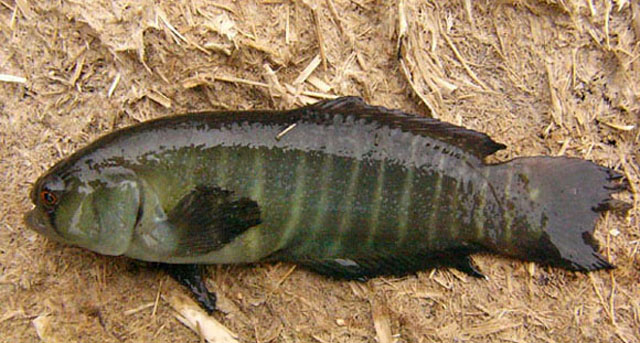
Cinolebia
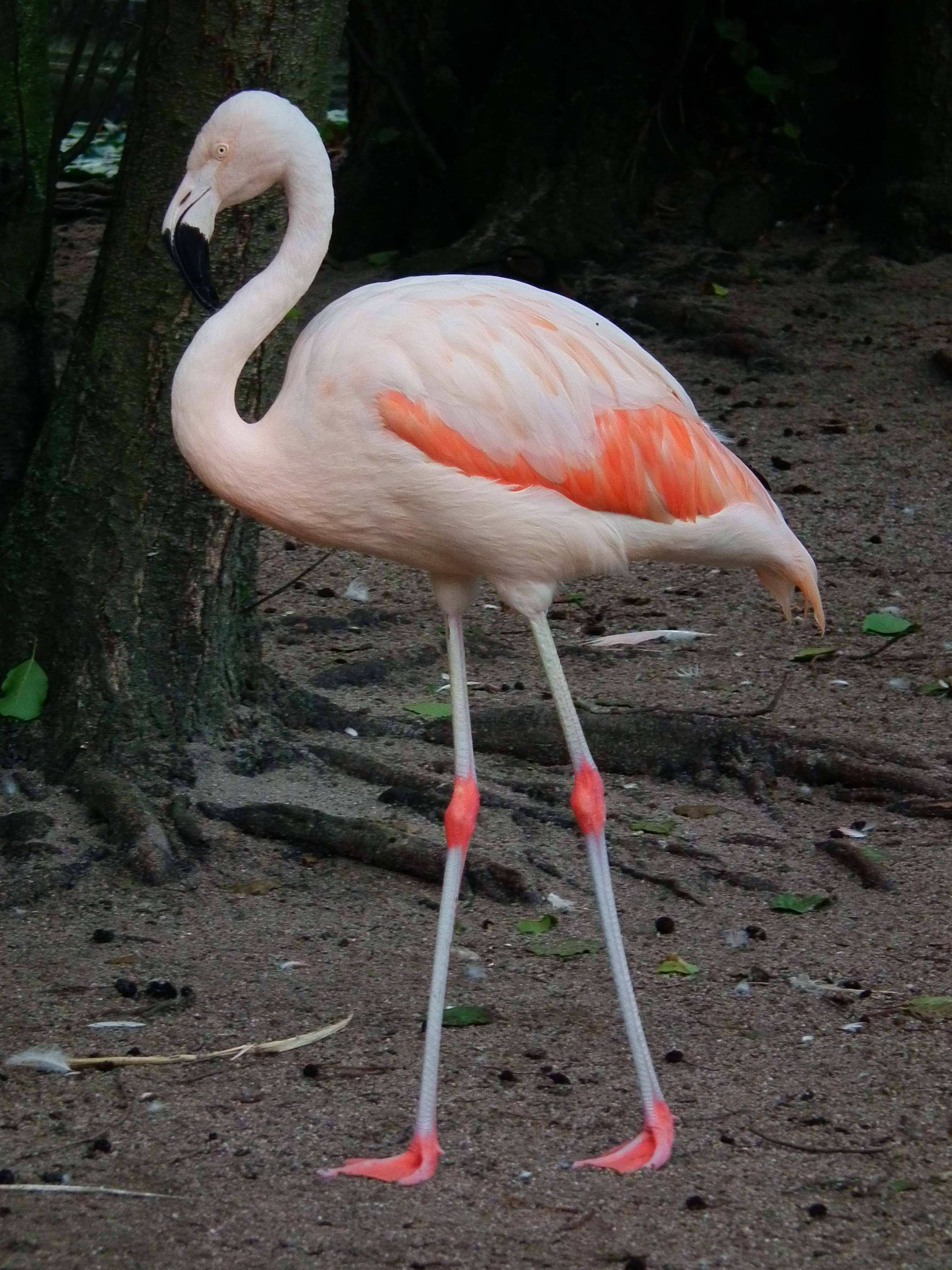
flamingo austral
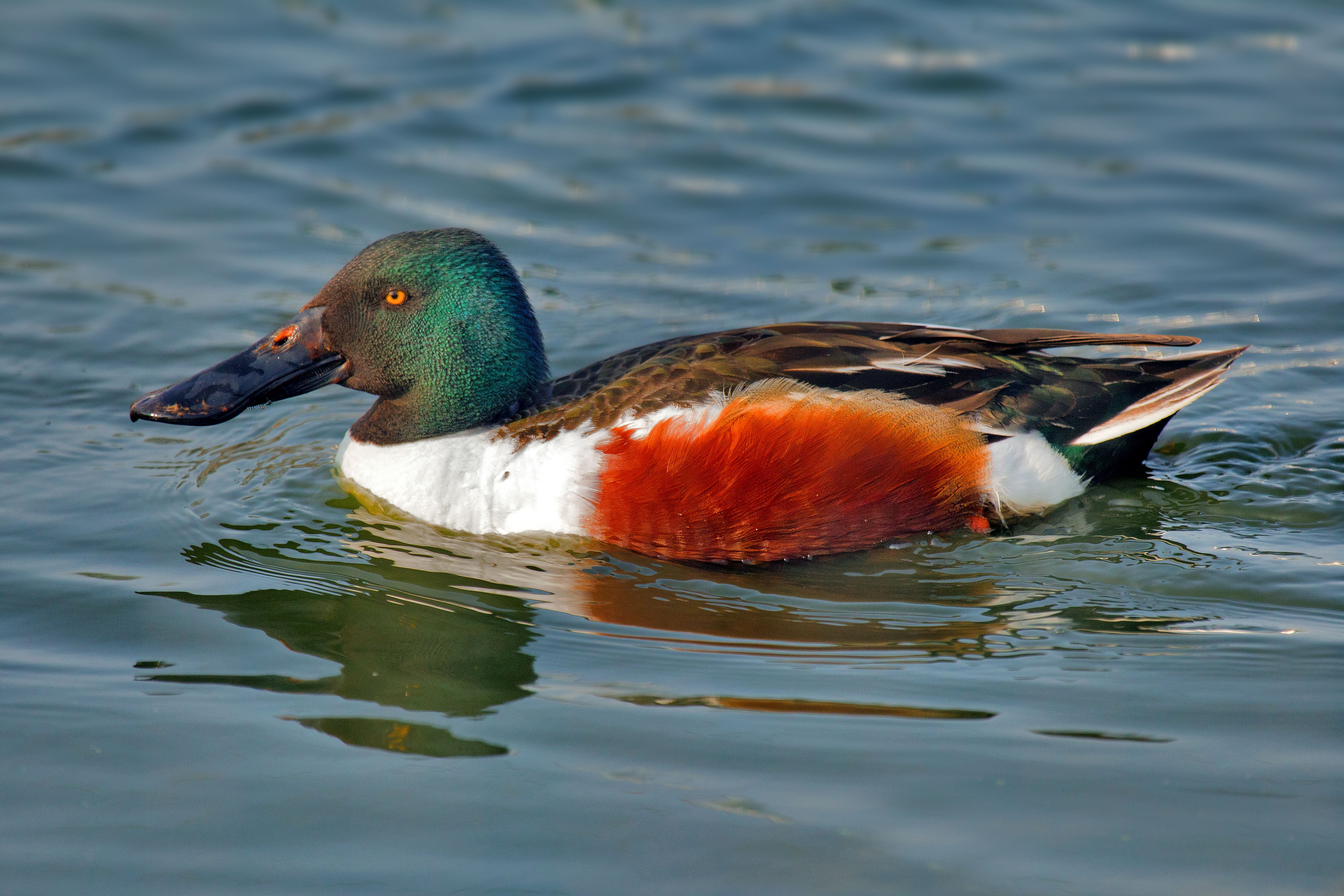
pato cuchara macho
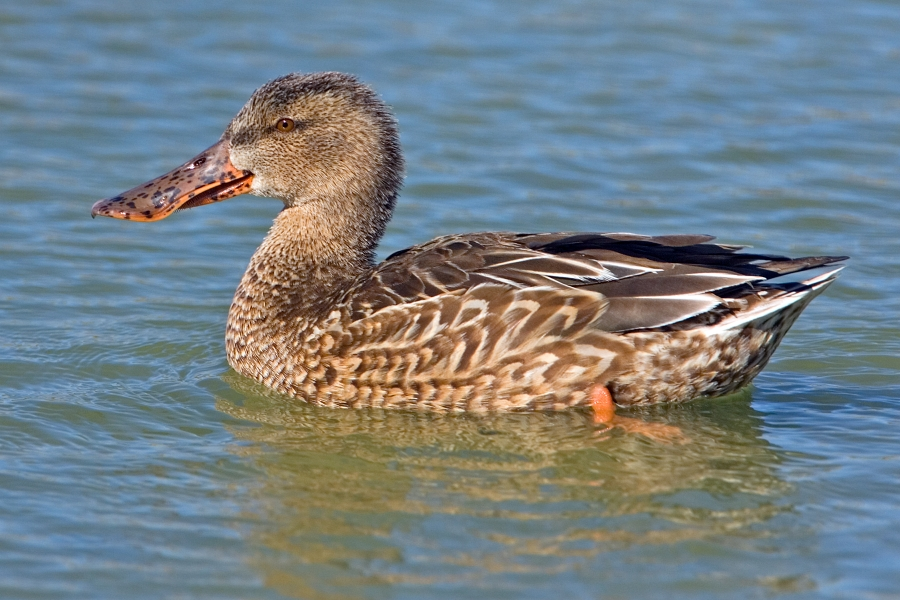
pato cuchara hembra
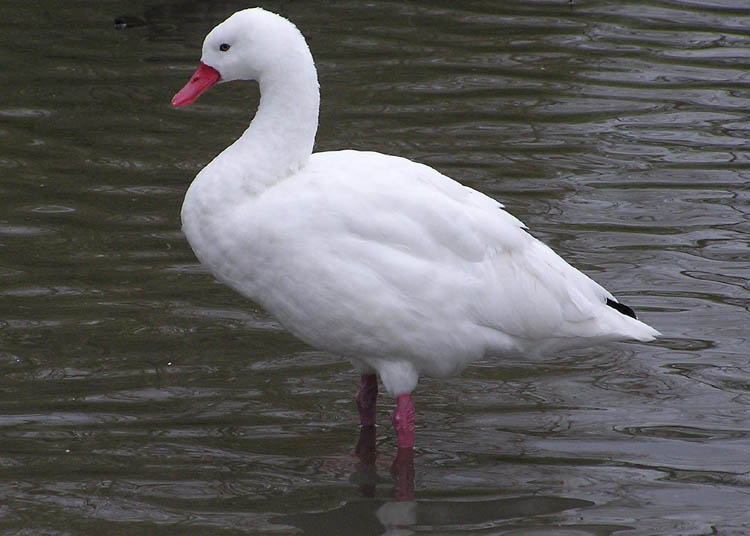
coscoroba
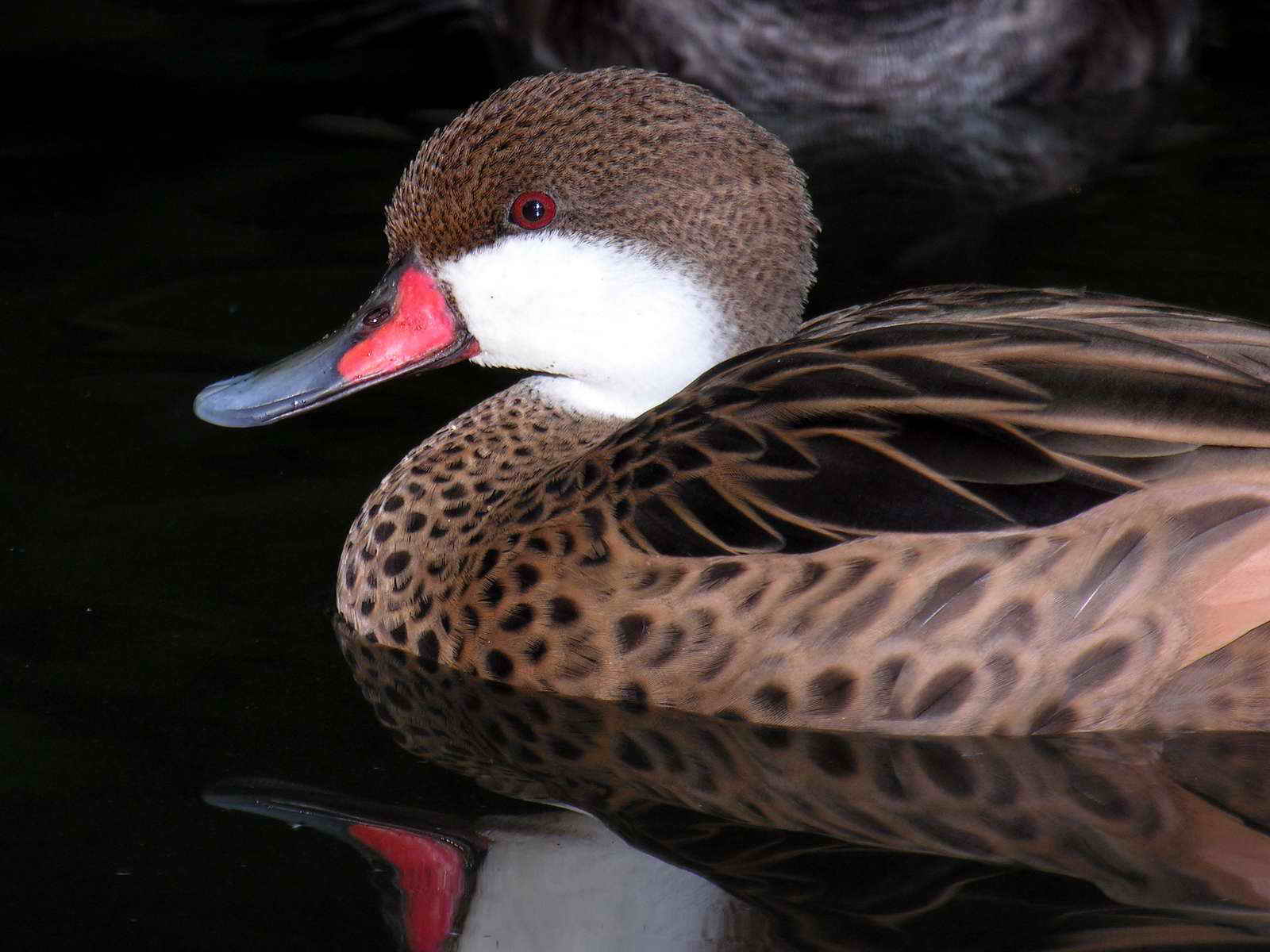
pato gargantilla
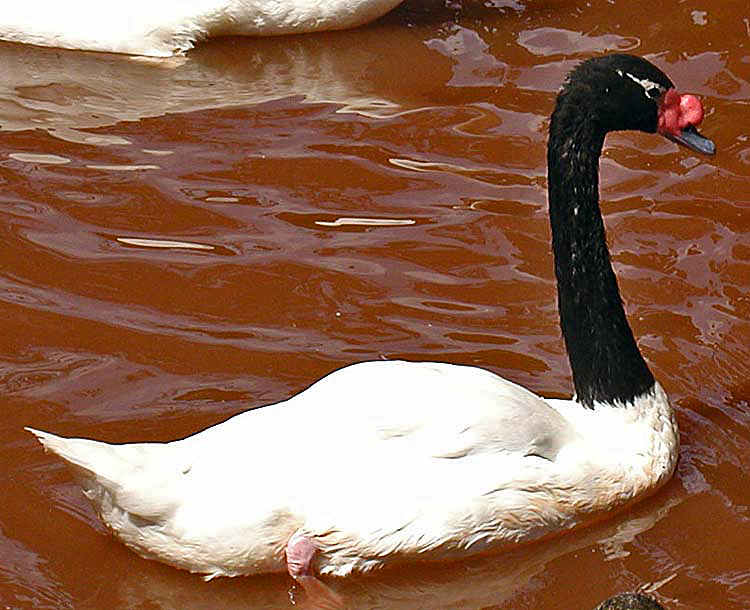
cisne de cuello negro
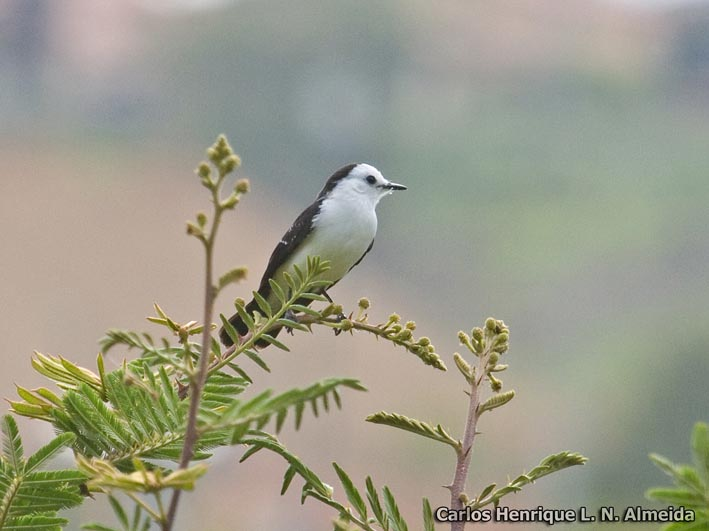
viudita blanca

## Accesos
Para acceder al refugio se deben tomar las embarcaciones que brindan el servicio de traslado a los visitantes en el puertito del Puente del Arroyo Valizas sobre la ruta 10.
Aparte del predio oficial, el Bosque de Ombúes también puede visitarse en La Barra Grande, cuyo acceso queda sobre la ruta 9, en “La Guardia del Monte” tomando un camino vecinal que sale a la ruta 9 y “Monte Grande” al que se accede en lancha por el Puente del Arroyo Valizas.